# Senaea janeirensis
Senaea janeirensis är en gentianaväxtart som beskrevs av Alexander Curt Brade. Senaea janeirensis ingår i släktet Senaea och familjen gentianaväxter. Inga underarter finns listade i Catalogue of Life.